# Édouard Artigas
Édouard Artigas (* 26. února 1906 Paříž – 25. února 1991 Antibes, Francie) byl francouzský sportovní šermíř, který se specializoval na šerm kordem. Francii reprezentoval ve třicátých, čtyřicátých a padesátých letech. Na olympijských hrách startoval v roce 1948 jako člen francouzského družstva kordistů, se kterým vybojoval zlatou olympijskou medaili. V roce 1947 získal v soutěži jednotlivců a družstev titul mistra světa.